# Seleção Austríaca de Futebol de Areia
A Seleção Austríaca de Futebol de Areia representa a Áustria nas competições internacionais de futebol de areia (ou beach soccer).

## Melhores Classificações
- Copa do Mundo de Futebol de Areia - Nunca participou da competição.
- Liga Europeia de Futebol de Praia - Divisão B
- Taça da Europa de Futebol de Praia - 7º Lugar em 2006